# Aqtöbe Futbol Kluby
O Aqtöbe Futbol Kluby (em cazaque:  Ақтөбе Футбол Клубы) é um clube de futebol cazaque. Disputou a terceira fase eliminatória da Liga dos Campeões da UEFA de 2009-10.
Em 2013 venceu o Campeonato Cazaque de Futebol pela 4ª vez.